# Ntsu Mokhehle
Ntsu Mokhehle, właśc. Clement Ntsu Sejabanana Mokhehle (ur. 26 grudnia 1918 we wsi Mokhehle, koło Teyateyanengu, zm. 6 stycznia 1999 w Bloemfontein) – lesotyjski polityk, w latach 1993–1994 i 1994–1998 premier Lesotho.

## Życiorys
Urodził się 26 grudnia 1918 jako Clement Ntsu Sejabanana Mokhehle we wsi Mokhehle, koło Teyateyanengu w ówczesnym brytyjskim protektoracie Basuto.
W 1952 założył Afrykański Kongres Basuto, przemianowany później na Kongresową Partię Basuto (BCP), która pozostawała w opozycji do  Narodowej Partii Basuto (BNP). Sprzeciwiał się brytyjskim rządom i pozostawianiu władzy administracyjnej w rękach wodzów plemiennych. Opowiadał się za panafrykanizmem.
W 1965 Basuto uzyskało szeroką autonomię, odbyły się wybory parlamentarne wygrane przez BNP pod przywództwem L. Jonathana. W 1966 powstało niepodległe państwo Lesotho, którego królem został Moshoeshoe II. Faktyczna władza pozostała jednak w rękach premiera Jonathana, czemu sprzeciwiał się król, popierany przez Mokhehlego. Mokhele doprowadził Kongresową Partię Basuto do zwycięstwa w pierwszych wyborach parlamentarnych w niepodległym państwie, jednak Jonathan dokonał zamachu stanu i pozostał przy władzy aż do 1986. W 1974 Mokhele przewodził nieudanemu powstaniu przeciw władzy BNP prowadzonemu przez zbrojne skrzydło BCP – Armię Wyzwolenia Lesotho (LLA) i został zmuszony do emigracji do RPA. Stamtąd w dalszym ciągu przewodził opozycji względem Jonathana, współpracując z tamtejszym rządem, zaś LLA kontynuowało walkę zbrojną. Powrócił do kraju w 1989, już po wojskowym zamachu stanu, który odsunął Jonathana od władzy.
W 1993 Kongresowa Partia Basuto wygrała, pierwsze od lat 70., wolne wybory, zdobywając wszystkie 65 miejsc w parlamencie.
2 kwietnia Mokhehle objął urząd premiera kraju, zastępując przewodniczącego Rady Wojskowej Eliasa Ramaemę. Obowiązki pełnił do 17 sierpnia 1994, kiedy to król Letsie III i wojsko dokonało zamachu stanu. Obowiązki szefa rządu przejął Hae Phoofolo, jednak pod wpływem presji międzynarodowej Mokhehle powrócił na stanowisko premiera niecały miesiąc później 14 września. W 1997 wewnętrzna opozycja w partii usiłowała odsunąć go od władzy, doprowadził wówczas do rozłamu tworząc nowe ugrupowanie – Kongres Lesotho na rzecz Demokracji, do którego przystąpiło większość parlamentarzystów BCP. Szefem rządu pozostał do 29 maja 1998, kiedy to nowym premierem został Pakalitha Mosisili, również polityk Kongresu. Mokhehle udał się na polityczną emeryturę.
Zmarł w 6 stycznia 1999 w Bloemfontein w Republice Południowej Afryki.